# The Seekers
The Seekers var en popgrupp bildad 1962 i Melbourne, Australien som spelade en blandning av pop och folkrock. Under en kort period på 1960-talet var gruppen till och med en allvarlig konkurrent till The Beatles vad gällde skivköparnas gunst. De nådde förstaplatsen på brittiska singellistan vid två tillfällen. Flera av deras hitlåtar skrevs av Tom Springfield.
Medlemmarna i gruppen var Judith Durham (sång), Athol Guy (kontrabas), Keith Potger (12-strängad gitarr) och Bruce Woodley (gitarr). Ursprungligen var Ken Ray sångare i gruppen men han ersattes 1963 av Durham. Året därpå begav de sig till Storbritannien. 1965 slog gruppen igenom med låten "I'll Never Find Another You". Den följdes av hitsinglar som "The Carnival Is Over" (text av Tom Springfield till en rysk folkmelodi, vars ryska text handlar om Stenka Razin), "A World of Our Own" och "Morningtown Ride". 1966 spelade de in singeln "Georgy Girl" till en film med samma namn och det blev gruppens sista stora hit. År 1968 splittrades gruppen, då Judith Durham ville starta en karriär som soloartist. Gruppens sista framträdande ägde rum i en direktsänd tv-show, Farewell The Seekers, i juli 1968; showen sågs av fler än tio miljoner tittare.
Potger bildade en tid efteråt gruppen The New Seekers, som i början av 1970-talet fick ett flertal hits med låtar som "Look What They've Done to My Song, Ma", "I'd Like to Teach the World to Sing" och "Beg, Steal or Borrow". The New Seekers fortsatte fram till 1975.

## The Seekers på 1990-talet
Under 1990-talet återuppstod gruppen i originalsättningen, bestående av Guy, Potger, Woodley och Durham, och fortsatte att turnera som en "nostalgi-tripp" i Australien och Europa. 
Eftersom gruppen hade ett "sound" som starkt påminde om sångtrion Peter, Paul and Mary ombads The Seekers ofta av publiken att spela PP&M:s hit Puff, the Magic Dragon. The Seekers spelade slutligen in just den sången under 1990-talet.
År 2002 fick The Seekers äran att vara motiv i en specialutgåva med australiska frimärken.
Judith Durham avled 2022, 79 år gammal.

## Diskografi
Album
- Introducing the Seekers (1963)
- The Seekers (känd som Roving with the Seekers) (1964)
- Hide & Seekers(känd som The Four And Only Seekers) (1964)
- A World of Our Own (1965)
- The Seekers Sing Their Big Hits (1965)* Come the Day (1966)
- Georgy Girl (1966) (USA-release ...an abridged version of Come the Day)
- Seekers Seen in Green (1967)
- The Seekers' Greatest Hits (1968)
- The Seekers Live at the Talk of the Town (1968)
- The Best of the Seekers (1968)
- The Seekers [with Louisa Wisseling] (1975)
- Giving and Taking [with Louisa Wisseling] (1976)
- Live On [with Julie Anthony] (1989)
- Future Road (1997)
- Morningtown Ride to Christmas (2001)
- Night of Nights... Live! (2002)

## Fotnoter
1. ↑  läs online, www.australianoftheyear.org.au , läst: 7 januari 2021.[källa från Wikidata]
2. ↑  https://www.abc.net.au/news/2022-08-06/seekers-lead-singer-judith-durham-dead-at-79/101308234
3. ↑  https://www.officialcharts.com/artist/11597/seekers/
4. ↑  https://www.bbc.com/news/world-australia-62447650